# Мирзаани (село)
Мирзаани (груз. მირზაანი) — село в Грузии. Находится в Дедоплисцкаройском муниципалитете края Кахетия. Расположено на Иорском плоскогорье в 15 километрах от Дедоплис-Цкаро. Высота над уровнем моря — 750 метров. По результатам переписи 2014 года в селе проживало 433 человека, из них большинство грузины. Мирзаани принадлежит к Эретской епархии Грузинской православной церкви.

## Климат
Климат в Мирзаани влажный субтропический, с относительно холодной зимой и долгим теплым летом. Среднегодовая температура 10,1 градусов. Средняя температура января —1,5 градусов, августа 21,7 градусов. Абсолютный минимум температуры —26 градусов, максимум +35 градусов. Количество осадков — 650 мм в год.

## Известные уроженцы
В Мирзаани родился выдающийся грузинский художник-самоучка Нико Пиросмани (1862—1918). В селе работает его дом-музей, установлен памятник работы скульптора Важи Микаберидзе.